# Flugplatz Marburg-Schönstadt

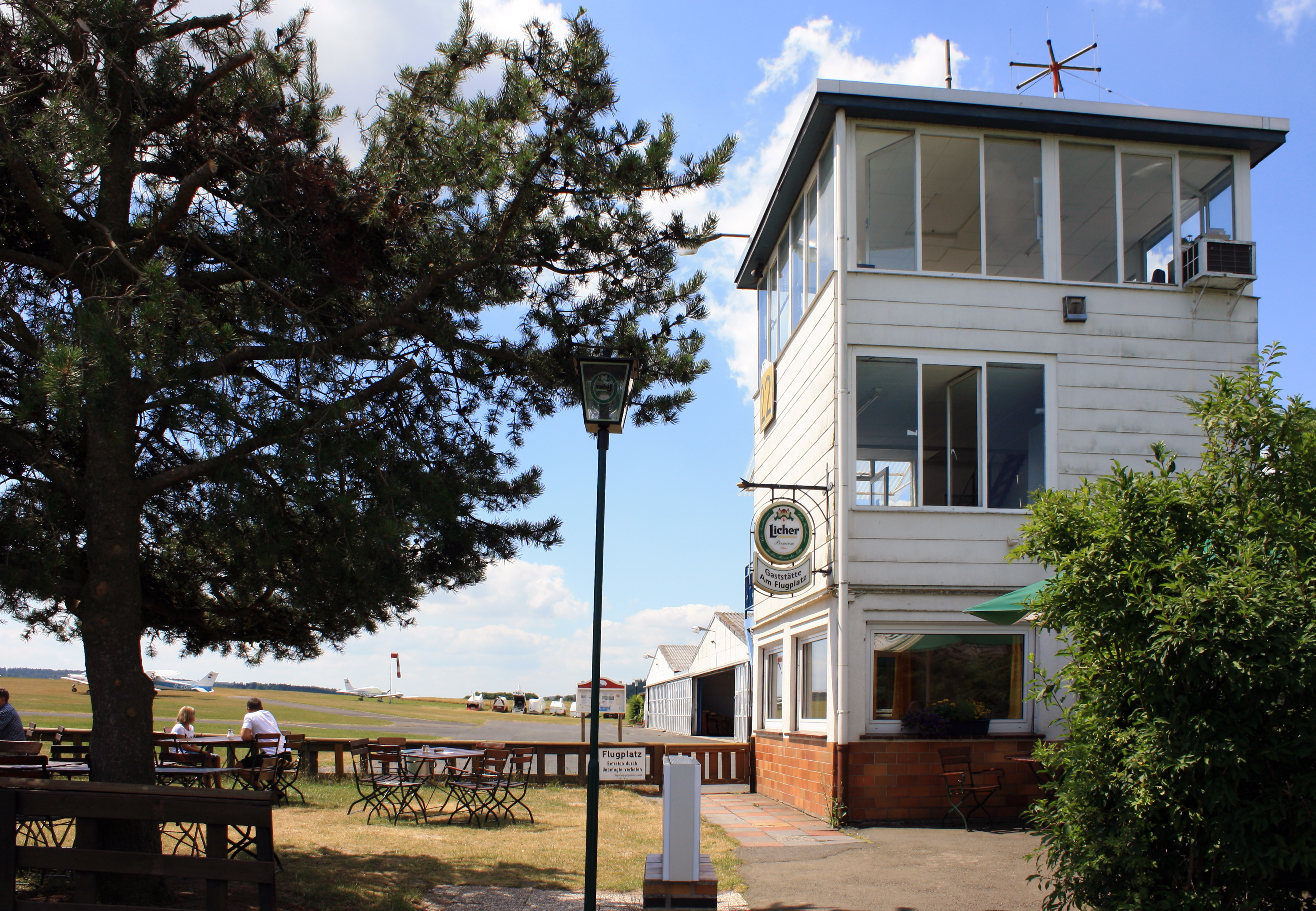
Tower

i7
i11
i13
Der Flugplatz Marburg-Schönstadt (ICAO-Code: EDFN) ist ein Verkehrslandeplatz und liegt in der Gemeinde Cölbe nahe dem Ortsteil Schönstadt etwa 8 km nordöstlich von Marburg. Den Flugbetrieb organisiert der Kurhessische Verein für Luftfahrt von 1909 e. V. Marburg/Lahn (KVfL).
Der Platz ist zugelassen für Flugzeuge bis 3000 kg, Hubschrauber bis 5700 kg, Motorsegler (GLDP), Segelflugzeuge (GLD), Ballons sowie Ultraleichtflugzeuge (UL). Geöffnet ist er jährlich von April bis Oktober. Am Flugplatz befindet sich das Restaurant-Café „Zum Flugplatz“.

## Persönlichkeiten
- Werner Meuser, Weltmeister 1997 und 2001 im Segelfliegen